# Zygostates octavioreisii
Zygostates octavioreisii är en orkidéart som beskrevs av Paulo Campos Porto och Alexander Curt Brade. Zygostates octavioreisii ingår i släktet Zygostates och familjen orkidéer. Inga underarter finns listade i Catalogue of Life.